# Proitos
Proitos (Oudgrieks Προίτος, in de Latijnse transcriptie Proetus) is de naam van een mythische koning van het oud-Griekse Tiryns, de zoon van Abas, koning van Argos.
Nadat Proitos door zijn tweelingbroer Akrisios uit Argos verdreven was, werd hij koning van Tiryns. Met de hulp van zijn schoonvader, koning Iobates van Lycië, wist hij later de troon van Argos terug te winnen, maar uiteindelijk liet hij deze toch weer aan Akrisios over. Pausanias vermeldt dat de oorzaak van deze broedertwist lag bij het handtastelijke gedrag van Proitos tegenover Akrisios' dochter Danaë. 
 Opmerkelijk is wel dat we bij Ovidius een afwijkende versie van het verhaal aantreffen. Hier is het Akrisios die door Proitos wordt verjaagd, en niet andersom. Akrisios’ kleinzoon Perseus zou later zijn grootvader wreken en Proteus in een steenblok veranderen door hem in de ogen van het afgehakte Medusa-hoofd te laten kijken.
Proitos komt voor in het verhaal van de held Bellerophon, die als banneling zijn toevlucht bij hem had gezocht. Diens vrouw Anteia, ook wel Stheneboia genaamd, werd verliefd op de held, en toen hij haar afwees, beschuldigde zij hem ervan dat hij haar geprobeerd had te verkrachten. Omdat Proitos het gastrecht niet durfde te schenden door zijn gast te vermoorden, stuurde hij hem naar zijn schoonvader, koning Iobates van Lycië, met een verzegelde brief. In de brief stond het verzoek van Proitos aan zijn schoonvader om de held van het leven te beroven, omdat Bellerophon zijn dochter had aangerand. Vóór Iobates het zegel verbrak, vierde hij negen dagen lang feest met Bellerophon. Toen hij eindelijk de brief gelezen had, durfde hij zijn gast evenmin te vermoorden en gaf hem in plaats daarvan opdrachten, waarvan hij verwachtte dat zelfs de held Bellerophon ze niet zou kunnen overleven.
Proitos had drie dochters, die door de godin Hera met waanzin werden geslagen, omdat zij haar schoonheid geminacht hadden (of volgens anderen goud uit haar tempel geroofd hadden?). Later was de arts en ziener Melampus bereid twee van hen te genezen (de derde was inmiddels al gestorven!), in ruil voor één derde deel van Proitos' koninkrijk. Eenmaal genezen werden de beide meisjes aan Melampus en zijn broer Bias uitgehuwelijkt.
Volgens weer een andere versie was niet Hera, maar Dionysos de godheid die zich geminacht voelde, omdat Proitos' dochters weigerden diens eredienst te erkennen.